# Karl Gruenberg

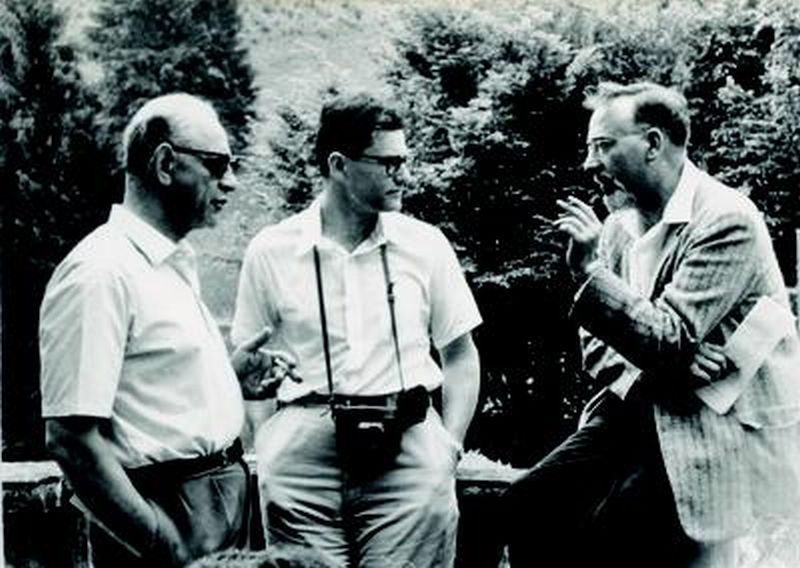
Karl W. Gruenberg (Mitte) mit Kurt Hirsch (links) und Richard Bruck 1960

Karl Walter Gruenberg (* 3. Juni 1928 in Wien; † 10. Oktober 2007 in London) war ein britischer Mathematiker.

## Leben
Gruenberg wurde als Jude 1939 von seiner Mutter, die ihm bald darauf folgte, mit einem Kindertransport aus Österreich nach Großbritannien geschickt. Ab 1943 war er in London und begann mit einem Stipendium ein Mathematikstudium am Magdalene College der Universität Cambridge mit dem Bachelorabschluss 1950 und der Promotion 1954 bei Philip Hall (A Contribution to the Theory of Commutators in Groups and Associative Rings). Schon zuvor hatte er mehrere Arbeiten publiziert und wurde Assistant Lecturer am Queen Mary College der Universität London, wo er den Rest seiner Karriere blieb. 1955 bis 1956 war er mit einer Commonwealth Fellowship an der Harvard University und 1956/57 am Institute for Advanced Study. 1961 wurde er Reader und 1967 Professor am Queen Mary College, wo er 1973 bis 1978 der Abteilung Reine Mathematik vorstand. In Deutschland organisierte er mit Bertram Huppert und Wolfgang Gaschütz viele Jahre die Gruppentheorie Konferenzen im Mathematischen Forschungsinstitut Oberwolfach.
Gruenberg befasste sich mit Gruppentheorie, insbesondere mit der Kohomologietheorie von Gruppen.
Seit 1948 war er britischer Staatsbürger. Er war zweimal verheiratet und hatte eine Tochter und einen Sohn.

## Schriften (Auswahl)
- Some cohomological notes in group theory, Queen Mary College Math. Notes, 1968
- Relation modules of finite groups, CBMS Regional Conf. Series Math., American Mathematical Society 1976
- mit A. J. Weir Linear Geometry, Van Nostrand 1967, 2. Auflage, Springer 1977

Mit J. E. Roseblade gab er 1988 die Gesammelten Werke seines Lehrers Philip Hall heraus.